# Sukuma
Sukuma är ett bantutalande folk i Tanzania, huvudsakligen i den norra delen av landet, söder om Victoriasjön. De uppgick år 2000 till närmare 6,5 miljoner individer och är landets största etniska grupp. Den viktigaste näringen är jordbruk (majs, sorghum, bomull för försäljning), ofta kombinerat med boskapshållning. Traditionellt är sukumafolket organiserat i flera hövdingadömen, som under nyare tid har gått samman i en federation.